# Alfonso López Michelsen

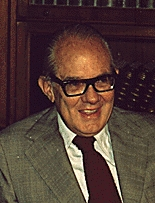
Lopez Michelsen, 1977

Alfonso Antonio Lázaro López Michelsen (* 30. Juni 1913 in Bogotá, Kolumbien; † 11. Juli 2007 ebenda) war ein kolumbianischer Jurist und von 1974 bis 1978 Präsident Kolumbiens.

## Leben
Er war der Sohn des früheren Präsidenten Kolumbiens, Alfonso López Pumarejo. In dessen zwei Amtszeiten hielt sich López Michelsen fern von der Politik und konzentrierte sich auf sein Jurastudium. Er wurde schließlich Professor an der Universidad del Rosario in Bogotá, an der er selbst studiert hatte. Mit einer Gruppe von Ehemaligen gründete er die Bewegung Movimiento Revolucionario Liberal (MRL) als Gegenpol zum Frente Nacional, zu dem auch seine Partei der Partido Liberal Colombiano gehörte. Ihm wurde das Angebot gemacht, diese Bewegung anzuführen, was er annahm.
Im Jahr 1960 wurde er für den MRL Abgeordneter der Cámara de Representantes de Colombia und wurde 1962 als Kandidat für die Präsidentschaftswahl auf, bei der er jedoch unterlag. Nach dieser Niederlage wurde er 1966 zum Senator gewählt und ein Jahr später durch den amtierenden Präsidenten Carlos Lleras Restrepo zum Gouverneur des Departamentos von Cesar ernannt. Ein weiteres Jahr später übernahm er den Posten des Außenministers bis zum Ende der Präsidentschaft von Lleras 1970.
Zu den Wahlen 1974 trat er sich als Parteikandidat auf und konnte sich mit Hilfe von Julio César Turbay Ayala gegen den Ex-Präsidenten Lleras durchsetzen. Er gewann die Wahlen mit breiter Mehrheit gegen den konservativen Kandidaten Álvaro Gómez Hurtado und die Kandidatin der ANAPO María Eugenia Rojas. Diese Wahl zeichnete sich dadurch aus, dass alle drei Kandidaten Kinder von ehemaligen Präsidenten waren.
López Michelsen war maßgeblich an den Verhandlungen zur Rückgabe des Panamakanals beteiligt. Nach seiner Amtszeit widmete er sich wieder dem Partido Liberal und stellte sich 1982 wieder zur Wahl. Diese verlor er gegen den konservativen Kandidaten Belisario Betancur, der Wähler über seine Parteigrenzen hinaus für sich gewinnen konnte. López Michelsen zog sich Anfang der 1990er Jahre aus der Politik zurück.
Bis zu seinem Tod schrieb er für die Tageszeitung El Tiempo und war Honorarmitglied der Academia Colombiana de Jurisprudencia. In seinen letzten Lebensjahren war er an Verhandlungen der kolumbianischen Regierung mit der Rebellengruppe der FARC (Fuerzas Armadas Revolucionarias de Colombia) über den Austausch von Gefangenen beteiligt.